# 조반니 로데티
조반니 로데티(이탈리아어: Giovanni Lodetti dʒoˈvanni loˈdetti[*], 1942년 8월 10일~2023년 9월 22일)는 이탈리아의 전직 프로 축구 선수로, 현역 시절 미드필더로 활약했다. 근면한 선수로, 그는 보다 창의적인 선수들을 수비적으로 보좌하며 체력과 경기를 읽을 수 있는 능력으로 수비형 미드필더로서 두각을 나타냈다. 중원 지원 역할을 주로 맡았지만, 기술이나 창의성 면에도 뒤지지 않은 것은 물론 골냄새도 맡아 공수를 전환하고 공격 전개의 활로를 뚫기도 했다.

## 클럽 경력
로데티는 수비형 미드필더로 밀란에서 활약한 것으로 알려져 있는데, 플레이메이커 잔니 리베라와 1960년대에 동행하며 국내 및 국제 무대 성공을 일구어냈는데, 세리에 A 2회(이 중 첫 리그 우승은 1년차), 코파 이탈리아 1회, 유러피언컵 2회, 유러피언 컵위너스컵 1회, 그리고 인터콘티넨털컵 1회 우승을 거두었다. 그는 이후 삼프도리아, 포자, 그리고 노바라를 거쳐 1978년에 현역에서 은퇴했다.

## 국가대표팀 경력
로데티는 이탈리아 국가대표팀 일원으로 잉글랜드에서 열린 1966년 월드컵에 참가했지만 1라운드에서 조기 탈락했다. 그는 2년 뒤 안방에서 우승을 거둔 유로 1968에서 이탈리아의 선수단 일원으로 참가했다. 비록 그는 1970년 월드컵에 참가할 예정이었지만, 막판에 아나스타시에 부상당하면서 자리를 내주었고, 페루초 발카레지 감독은 로베르토 보닌세냐와 피에리노 프라티를 대신 차출해 그 없이 이탈리아의 결승 진출을 이끌었다. 종합하여, 그는 1964년과 1968년 사이에 17번 국가대표팀 경기에 출전했고, 2번 골망을 흔들었다. 그는 U-21 국가대표팀 일원으로 1963년 지중해 게임 금메달을 획득하기도 했다.

## 수상

### 클럽
밀란
- 세리에 A: 1961–62, 1967–68
- 코파 이탈리아: 1966–67
- 유러피언컵: 1962–63, 1968–69
- 유러피언 컵위너스컵: 1967–68
- 인터콘티넨털컵: 1969

### 국가대표팀
이탈리아
- 유럽 선수권 대회: 1968

### 개인
- 밀란 명예의 전당[1]